# Mendoncia gilgiana
Espèce
Synonymes
- Afromendoncia gilgiana Lindau[1]
- Monachochlamys gilgiana (Lindau) S.Moore[1]

Mendoncia gilgiana (Lindau) Benoist est une espèce de plantes à fleurs de la famille des Acanthaceae et du genre Mendoncia, présente en Afrique tropicale.

## Étymologie
Son épithète spécifique gilgiana rend hommage au botaniste allemand Ernst Friedrich Gilg.

## Distribution
L'espèce est présente depuis le Cameroun jusqu'en République démocratique du Congo, du Soudan du Sud jusqu'au nord-ouest de la Tanzanie.

## Liste des variétés
Selon Tropicos (9 janvier 2018) (Attention liste brute contenant possiblement des synonymes) :
- variété Mendoncia gilgiana var. gilgiana
- variété Mendoncia gilgiana var. tisserantii Benoist